# Фор-де-Франс
Фор-де-Франс (фр. Fort-de-France) (ранее с 1672 по 1793 Форт-Рояль) — административный центр Мартиники, заморской территории Франции, охватывающей территорию одноимённого острова в Карибском море. Является самым крупным французским городом в Вест-Индии. Население на 2014 год составляет 125 036 человек. Население включая пригороды: около 140 000 человек (по переписи 2014, в 1974—100 тыс.). Экспорт сахара, рома, консервированных фруктов, какао.

## География
Фор-де-Франс лежит на западном побережье острова у северного входа в большую бухту Фор-де-Франса, в устье реки Мадам. Город занимает узкую часть между холмами и морем, но соединён дорогами со всеми частями острова.

## Климат
Климат города характеризуется как тропический влажный, с незначительными изменениями температуры в течение года. Среднегодовая температура составляет 26,5 °С, среднегодовой уровень осадков — 1 950 мм. Наиболее высокие температуры наблюдаются с августа по октябрь (31 °С — дневной максимум и 24-25 °С — ночной минимум), а наиболее низкие с января по февраль (29 °С — дневной максимум и 22 °С — ночной минимум).

## Транспорт
Фор-де-Франс обслуживается международным аэропортом им. Эме Сезера (фр. Aéroport International Martinique Aimé Césaire), который расположен в 12 км к югу от города, в городке Ламентин. Выполняются рейсы в Париж (Орли), Гавану, Сан-Хуан, Пуант-а-Питр, Кайенну, Барбадос, Каракас и некоторые другие города.

## Население
| Год  | Численность | Численность |
| ---- | ----------- | ----------- |
| 1853 | 13 130      |             |
| 1867 | 16 721      |             |
| 1894 | 17 274      |             |
| 1901 | 24 692      |             |
| 1936 | 52 051      |             |
| 1954 | 60 648      |             |
| 1961 | 84 811      |             |
| 1967 | 96 943      |             |
| 1974 | 98 807      |             |
| 1982 | 99 844      |             |
| 1990 | 100 080     | [ 4 ]       |
| 1999 | 94 049      | [ 4 ]       |
| 2006 | 90 347      | [ 4 ]       |
| 2011 | 86 753      | [ 4 ]       |
| 2013 | 84 174      |             |
| 2014 | 125 036     | [ 5 ]       |
| 2015 | 82 502      | [ 6 ]       |
| 2016 | 81 017      | [ 4 ]       |
| 2017 | 80 041      | [ 7 ]       |
| 2018 | 78 126      | [ 8 ]       |
| 2019 | 76 512      | [ 9 ]       |
| 2020 | 75 286      | [ 10 ]      |
| 2021 | 74 921      | [ 11 ]      |
| 2022 | 75 165      | [ 2 ]       |

## В кино
- В Фор-де-Франс происходит действие классического голливудского фильма «Иметь и не иметь» (США, 1944) с Хамфри Богартом в главной роли.

## В литературе
Упоминается в романе Бориса Акунина «Сокол и Ласточка».

## Города-побратимы
- Белен, Бразилия (2011)